# Winhöring
Winhöring este o comună din districtul Altötting, landul Bavaria, Germania.